# 南海バス河内長野営業所
南海バス河内長野営業所（なんかいバスかわちながのえいぎょうしょ）は、大阪府河内長野市錦町にある南海バスの営業所。最寄停留所は「長野車庫」。

## 概要
河内長野市のほぼ全域と和泉市・堺市南区・大阪狭山市・富田林市・千早赤阪村の一部をカバーする。南海高野線沿線をメインに路線が広がっている。
所長・副所長をはじめ、6名の主任と約70名の運転士が所属している。
車両は約40両在籍しいる。
特徴として、三日市町駅発着の路線では平日朝の駅行きの便で前乗り先払い方式を採用している。

## 沿革
南海電鉄が1934年3月21日に楠公バスを買収。元来は堺東営業所の出先として河内長野出張所があったが、河内長野市においても宅地開発が進むようになり（詳細は河内長野市のニュータウンを参照）、将来車両の増加が見込まれることから出張所を拡張し、河内長野営業所に格上げする形で1973年4月20日より業務を開始した。なお、同日にワンマン化が実施されている。
- 1973年4月20日：堺東営業所の河内長野出張所を拡張し、河内長野営業所として独立させる。
- 2001年10月1日：南海電鉄から南海バスに移管される。
- 2007年：三日市町駅西口に駅前広場が完成。これにより以下のように変更[南海バス 1]。
  - 時期不明：従来の「三日市町駅前」停留所（駅出口から北東に約250m先にあった転回場）を「三日市町駅前通り」[注 1][南海バス 2]に改名し、転回場内から沿道上にバス停を移設。
  - 4月1日：西口駅前広場内に「三日市町駅前」停留所を新設。「三日市町駅筋」停留所（国道371号沿いにあった転回場）を経由していたバス路線をすべて「三日市町駅前」経由とする。
  - 7月1日：従来の「三日市町駅前」を起終点としていた清見台団地線を「三日市町駅東」に延伸。
- 2015年4月1日：PiTaPaおよび交通系ICカード全国相互利用サービスに対応[南海バス 3]。
- 2016年10月1日：南海バスグループ専用ICカード「なっち」を導入[南海バス 4]。
- 2020年3月1日：系統番号を変更。河内長野営業所には400番台が割り振られた[南海バス 5]。

## 現行路線
南海高野線の千代田駅発着・経由の路線、河内長野駅発着の路線、三日市町駅発着・経由の路線、美加の台駅発着の路線を運行している。そのほか、金剛駅を経由するPL病院線、河内長野市のコミュニティバスであるモックルコミュニティバスを運行している。

### 千代田線
千代田駅周辺の路線で、木戸東町方面へ循環するものと貴望ヶ丘へ向かうものに大別される。

#### 木戸東町循環
千代田駅から北西にある住宅地に向かう系統。
415系統は日中のみの運行で平日は昼間1時間毎、土休日は1日4便にとどまり最大4時間開く。
千代田駅前 - 長野住宅（現・木戸東町）として1955年 - 1965年の間に運行開始。2002年7月6日より河内長野市役所前を経由するようになった。2013年10月26日から大阪南医療センター玄関口に乗り入れると同時に、運賃上限を200円（並行するモックルコミュニティバスと同額）としている。なお、運賃差額約20万円（予算）・初期費用（データ修整費用等39万6千円）・延伸区間燃費、人件費・ロータリー改修費用（108万円）が補填されている。
河内長野駅前では1番のりばから発車。千代田駅前ではロータリーではなく南側の道路上に発着。
- 415系統：河内長野駅前 → 河内長野市役所前 → 赤峰 → 千代田駅前 → 大阪南医療センター玄関口 → 木戸東町 → 千代田駅前 → 赤峰 → 河内長野市役所前 → 河内長野駅前
  - 平日朝1本のみ木戸東町始発。
- 415C系統：河内長野駅前 → 河内長野市役所前 → 赤峰 → 千代田駅前 → 大阪南医療センター玄関口 → 木戸東町
  - 平日の終発の河内長野駅前発1本のみの運行である。

#### 貴望ヶ丘発着
千代田駅から西にある住宅地に向かう系統。昼間時運行の河内長野・泉ヶ丘線、河内長野・狭山ニュータウン線の事実上の区間便で、これらの補完的路線として朝夕に運行されるほか、2021年4月24日の改正より土休日の昼間にも470系統の代わりとして1往復の運行がされるようになった。
1975年6月20日運行開始。1985年時点では、貴望ヶ丘 - 千代田駅前 - 長野住宅を直通する系統もあった。
貴望ヶ丘折り返しのバスについては、河内長野駅前発着の「河内長野・貴望ヶ丘線」という独立した路線が1日3往復運行されていたこともあるが、2016年7月11日に開設されてから2017年8月26日で廃止という短命なものだった。23系統を名乗っていた。なお同駅から貴望ヶ丘へのアクセス自体は別の路線によって少数ながら維持されている。
千代田駅前では河内長野・泉ヶ丘線、河内長野・狭山ニュータウン線とともに3番のりばから発車。
- 422系統：千代田駅前 - 貴望ヶ丘

### 河内長野・泉ヶ丘線
河内長野から、市道原町狭山線を通って狭山ニュータウンへ抜け、泉ヶ丘まで結ぶ路線である。狭山ニュータウン以遠は泉北コミュニティバスと重複する。昼間のみ1時間毎の運行。
市道原町狭山線が1997年10月16日に開通したことを受け、2003年12月1日から運行が開始された。河内長野・金剛線が運行開始されるまでは30分毎の運行だった。
河内長野駅前では河内長野・狭山ニュータウン線とともに5番のりばから、泉ヶ丘駅では南側6番のりばから発車。
- 470系統：河内長野駅前 - 石坂 - 千代田駅前 - 貴望ヶ丘 - 近畿大学病院前 - 狭山ニュータウンセンター - プール学院前 - 槇塚台センター - 泉ヶ丘駅

### 河内長野・狭山ニュータウン線
470系統の区間便といえる路線で、2012年1月16日に河内長野・金剛線を短縮する形で新設された。470系統と合わせ30分毎の運行だったが、現在は平日朝1本のみの運行となった。
- 472系統：河内長野駅前 → 石坂 → 千代田駅前 → 貴望ヶ丘 → 近畿大学病院前 → 狭山ニュータウンセンター → 大野口 → 貴望ヶ丘 → 千代田駅前 → 石坂 → 河内長野駅前

### 荘園町線
千代田駅から南西に向かう路線。1973年4月20日に開設された当時は小山田団地線（後述）の一部となっていた。
平日昼は概ね1時間に2便、平日朝夕は1時間に3便、土休日は概ね1時間に1便運行。荘園町内の区間ではフリー乗降制度を導入している。
千代田駅前では1番のりばから発車。
- 421系統：千代田駅前 → 赤峰 → 荘園橋 → 荘園町 → 荘園センター → 荘園橋 → 赤峰 → 千代田駅前
  - 早朝に数本荘園橋始発の運行がある
- 421C系統：千代田駅前 → 赤峰 → 荘園橋 → 荘園町 → 荘園センター → 荘園橋
  - 2005年に特21系統の荘園センター止めとして新設[南海バス 11][南海バス 12]。2011年7月1日よりフリー乗降導入に伴い荘園橋（2回目）へ延長された。

### 緑ヶ丘線
千代田駅から南西に向かう路線。平日昼は1時間に2便、平日朝夕は1時間に3 - 4便、土休日は約45分に1便運行。
1973年4月20日の開設当時は「三井団地線」と称していた。また2015年から2020年までは深夜バスの運行もあった。
千代田駅前では2番のりばから発車。
- 420系統：千代田駅前 - 赤峰 - 東峯口 - 緑ヶ丘北町

### 小山田線
河内長野駅から西へ向かう路線。平日朝夕は407系統と407V系統、平日の昼間は418V系統、土休日は418系統を運行。運行本数は平日朝以外概ね1時間に1便。
1961年10月17日に河内長野駅前 - 小山田として開業したのがはじまり。2002年7月6日より緑ヶ丘を経由する循環系統を新設するとともに、一部の系統が河内長野市役所前を経由するようになった。
河内長野駅前では下記の河内長野庁舎線などとともに1番のりばから発車。
- 407系統：河内長野駅前 - 赤峰 - 小山田南
- 407V系統：河内長野駅前 - 河内長野市役所前 - 赤峰 - 小山田南
- 418系統：河内長野駅前 → 赤峰 → 東峰口 → 緑ヶ丘北町 → 小山田南 → 赤峰 → 河内長野駅前
- 418V系統：河内長野駅前 → 河内長野市役所前 → 赤峰 → 東峰口 → 緑ヶ丘北町 → 小山田南 → 赤峰 → 河内長野市役所前 → 河内長野駅前

### 河内長野庁舎線
実質的には小山田線の区間便に相当する。
市役所の建て替えにより1988年5月6日に新設された。現在は平日朝夕のみ運行だが、小山田線の一部と千代田線が市役所経由となる前は日中も運行されていた。
- 416系統：河内長野駅前 - 河内長野市役所前

### 天野山線
河内長野駅から国道170号旧道経由で西に向かい、「女人高野」である金剛寺がある天野山を経て国分峠東へ向かったのち北にカーブし、南海泉北線光明池駅へ至る路線（途中で分岐する系統を含む）。和泉青葉台 - 和田南間で阪本線と並走する。
天野山へのバスは戦前からあり、1928年ごろの時点で南海鉄道が浜寺から、楠公自動車が長野町からバスを走らせていた。1965年ごろには槙尾山まで走行していたほか、父鬼線に泉大津駅前 - 河内長野駅前を走る系統があった。日野・滝畑コミュニティバスの一般路線化前は滝畑ダム行きも運行されていた。深夜バスが運行されていた時期もある。
403・404・405系統は、地域内フィ―ダー系統確保維持費国庫補助金にて運行が維持されている。
河内長野駅前では4番のりばから発車。
- 401系統：河内長野駅前 - 清崎 - 天野山 - 国分峠東（和泉市総合スポーツセンター前） - 和泉青葉台 - 納花 - 変電所前 - 光明池駅
  - 日中1時間おきに運行。
  - 光明池営業所父鬼光明池線廃止に伴い、2005年7月1日より和泉青葉台経由となった。
  - 光明池駅では3番のりばから発車。
- 402系統：槙尾中学校前 → 国分峠東（和泉市総合スポーツセンター前） → 天野山 → 清崎 → 河内長野駅前
- 402V系統：河内長野駅前 - 清崎 - 旭ヶ丘 - 天野山 - 国分峠東（和泉市総合スポーツセンター前） - 槙尾中学校前
  - 2016年7月11日、特2系統として新設された[南海バス 9]。
- 403系統：河内長野駅前 - 清崎 - 旭ヶ丘 - 天野山
  - 主に朝に河内長野駅前行、夜に天野山行きを運行（天野山行きは平日朝にも1本のみある）。
  - 2023年12月16日新設。401C系統を旭ヶ丘経由としたうえで置き換えた。

- 404系統：河内長野駅前 - 清崎 - 天野山 - サイクルセンター
  - 行楽路線のため土休日の日中のみの運行。多客時は臨時便も運行される。

- - 1974年7月10日運行開始（当時は系統番号なし）。
- 405系統：河内長野駅前 - 清崎 - 旭ヶ丘
  - ほぼ終日運行されており、日中は1時間おき。
  - 天野グリーンヒルズ行きとして1974年11月21日運行開始。のちに運行区間が短縮された。

### 高向線
天野山線と並行し府道218号経由で南西に向かう路線。
高向（たこう）までの406系統と滝畑ダムまで運行する日野・滝畑コミュニティバス419系統で合わせて1時間に1 - 2便の運行となる。また、日中の日野・滝畑コミュニティバスは奥河内くろまろの郷を経由する419V系統となる。平日にサイクルセンターへ行く場合、404系統が運行されないため419系統・419V系統を利用することとなる。406系統・419系統・419V系統は、地域内フィ―ダー系統確保維持費国庫補助金にて運行が維持されている。
過去には高向 - 日野間の廃止が提案されたことがあり、それを受け1995年9月からは高向・長野車庫行きの南海路線バス、日野・滝畑コミュニティバス、天野山線3系統の3本立てとなっていた。2003年7月1日には日野・滝畑コミュニティバスが市が運行費用を補助する一般路線となった。のちの419V・400系統にあたる特19・直19系統は2014年11月29日の新設。
河内長野駅前では7番のりばから発車。
- 419系統：河内長野駅前 - 長野車庫 - 高向 - 日野 - サイクルセンター - 滝畑ダム
- 419V系統：河内長野駅前 - 長野車庫 - 高向 - 奥河内くろまろの郷 - 日野 - サイクルセンター - 滝畑ダム
- 400系統：河内長野駅前 → サイクルセンター → 滝畑ダムサイト → 清水 → 滝畑ふるさと文化財の森センター前 → 夕月橋 → 滝畑ダム
  - 上記の停留所以外は停車しない。土休日1便のみ運行。
  - 天野山付近まで大阪外環状線を走行する。
- 406系統：河内長野駅前 - 長野車庫 - 高向
- 406C系統：河内長野駅前 - 長野車庫

### 小深線
千早赤阪村方面への路線で、金剛山への行楽路線の性格も持つため、平日は1時間毎と少ないが、土休日は約30分間隔に増便される。多客時は臨時便も運行される。
金剛山へは富田林駅から金剛バスの千早線（こちらは「千早ロープウェイ前」）で向かうこともできたが、2023年12月20日をもって同社が事業を廃止したため、4市町村コミバスで引き継がれることになり、富田林駅からは南海バス千早線（泉北営業所担当）と千早赤阪村営バス（自家用有償旅客運送）を途中の千早赤阪村立中学校前で乗り継ぐ形に変更されている。なお金剛山ロープウェイは現在廃止されているが、終点の「金剛山ロープウェイ前」停留所からロープウェイ乗り場（ロープウェイ千早駅）へは約10分歩く必要があった（「金剛山ロープウェイ#接続路線」も参照）。
1955年ごろは小深までの運行で、運転回数は2時間 - 2時間半間隔で9本あった。
小吹台団地線は1976年5月22日に小吹台口まで延長され、のちに小吹台まで再延長される形で誕生した小深線の派生路線。2022年4月1日の改正までは小深から南へ分岐し、国道310号沿いにある石見川へ向かう系統もあった。
河内長野駅前では下記の小吹台団地線・こんごう福祉センター線とともに3番のりばから発車。
- 408系統：河内長野駅前 - 昇篠坂 - 観心寺 - 小深 - 千早大橋 - 金剛登山口 - 金剛山ロープウェイ前
- 411系統：河内長野駅前 - 日東町東口 - 観心寺 - 小深 - 千早大橋 - 金剛登山口 - 金剛山ロープウェイ前

### 小吹台団地線
1979年5月22日運行開始。小深線と観心寺までは同一経路で、そこから北西に進み千早赤阪村の小吹台に至る。日中は1時間毎の運行で、平日朝夕と土休日朝は本数が増える。
- 410系統：河内長野駅前 - 日東町東口 - 観心寺 - 小吹台口 - 小吹台

### こんごう福祉センター線
2023年6月1日運行開始。小深線から分岐し、富田林市甘南備（かんなび）にある大阪府立こんごう福祉センターへ向かう。なお同施設には従来より金剛バスの東條線（富田林駅発着）が乗り入れていたが、2023年12月20日をもって同社が廃業したため、4市町村コミバスに引き継がれ、南海バス（泉北営業所担当）と近鉄バス（八尾営業所担当の富田林市レインボーバス）の運行に代替された。
- 450系統：河内長野駅前 - 府立こんごう福祉センターかんなびのさと前

### 清見台団地線
三日市町駅の東にある清見台住宅地を循環する。平日朝は前乗り先払い方式を実施する（ただし当路線は全線均一運賃である）。
かつては三日市町駅前通（旧・三日市町駅前）発着であったが、2007年7月1日に三日市町駅東発着となり、さらに2015年12月5日改正で三日市町駅前（西口ロータリー内）発着に変更された。2013年10月26日の運行開始から2015年12月5日の廃止までは河内長野発着のものがあったほか、2010年8月1日より2020年3月31日まで深夜バスの設定もあった。
三日市町駅前では1番のりばから発車。
- 434系統：三日市町駅前 → 清見台3丁目 → 清見台1丁目 → 三日市町駅前
- 434C系統：三日市町駅前 → 清見台3丁目 → 清見台1丁目
  - 2010年8月1日新設[南海バス 17]。

### 南青葉台線
三日市町駅の南にある青葉台ニュータウン、青葉台ハイツへ向かう。朝は前乗り先払い方式を実施する。南青葉台内の区間ではフリー乗降制度を導入している（2013年10月26日から）。途中の「北青葉台」停留所は南青葉台方面行きのみが停車する。
1972年5月1日に開設された当時の路線名は「青葉台線」で、現在の南青葉台停留所は「南青葉台ハイツ」と称していた。
三日市町駅前では岩湧線412系統、加塩・南ヶ丘線、加塩・大矢船西町線とともに2番のりばから発車。
- 413系統：河内長野駅前 → 三日市町駅前[注 12] → 新町橋 → 南青葉台中央 → 南青葉台 → 南青葉台中央 → 新町橋 → 三日市町駅前 → 河内長野駅前
  - 平日朝の一部便は三日市町駅前の代わりに三日市町駅東を起点とする。この便は三日市町駅前には停車しない。
  - 三日市町駅前始発が基本で、河内長野駅前発や三日市町駅東始発は少数。
- 430系統：三日市町駅東 → 新町橋 → 南青葉台中央 → 南青葉台 → 南青葉台中央 → 新町橋 → 三日市町駅東
  - 平日の朝と夕方のみ運行。朝は1回目の南青葉台中央始発で、夕方は三日市町駅東始発。

- 480系統：河内長野駅前 → 三日市町駅前 → 新町橋 → 南青葉台中央 → 南青葉台 → 南青葉台中央 → 新町橋 → 三日市町駅前
  - 平日は全て河内長野駅前始発。土休日は朝は1回目の南青葉台中央、以降は三日市町駅前発を基本とし、河内長野駅前始発は夕方の1本のみ。
- 430C系統：三日市町駅東 → 新町橋 → 南青葉台中央 → 南青葉台 → 南青葉台中央
- 480C系統：三日市町駅前 → 新町橋 → 南青葉台中央 → 南青葉台 → 南青葉台中央

### 岩湧線
河内長野駅から三日市町駅までは国道371号を、そこから先は大阪府道221号を南下し加賀田地区へ向かう。朝は前乗り先払い方式を実施する。ニュータウンを通る路線ではないため本数が少ない。
1959年3月1日に加賀田口 - 神納（こうの）が延長された。南海電鉄より廃止の意向が示されたことから、1995年4月より運行経費の一部を河内長野市から補助されている。
- 412系統：河内長野駅前 - 三日市町駅前 - 加塩 - 神納
- 436系統：河内長野駅前 - 三日市町駅前 - 南花台四丁目 - 大矢船橋 - 神納
  - 平日朝夕のみ運行。2011年4月1日改正で新設[南海バス 18]。

### 南花台・南ヶ丘線
三日市町駅の南西にある南花台（なんかだい）を経由し、そのさらに南にある南ヶ丘へ向かう路線。後述の加塩・南ヶ丘線、南花台・大矢船西町線、加塩・大矢船西町線とともに沿道上の「加賀田口」停留所には停車せず、また平日朝は前乗り先払い方式を実施する。
2020年3月31日まで深夜バスの設定があった。
三日市町駅前では岩湧線436系統、南花台・大矢船西町線、加塩・南花台循環とともに3番のりばから発車。
- 414系統：河内長野駅前 - 三日市町駅前 - 南花台四丁目 - 大矢船北町 - 南ヶ丘
  - 平日、土休日ともに昼間のみの運転である。
- 432系統：三日市町駅前 - 南花台四丁目 - 大矢船北町 - 南ヶ丘
  - 南花台四丁目発三日市町駅前行きの区間便あり。
- 432C系統：三日市町駅前 → 南花台四丁目
  - 平日朝1本のみ。この1本は急行便で、終点までノンストップ。

### 加塩・南ヶ丘線
南花台・南ヶ丘線の途中経路が異なる系統。
1973年8月4日に大矢船線として三日市町駅 - 大矢船の運行を開始。大矢船、南ヶ丘を通る路線としては最も早く開通した路線で、南花台経由路線が登場するまでは全便この路線（加塩経由）で運行していた。
- 431系統：三日市町駅前 - 加塩 - 大矢船北町 - 南ヶ丘

### 南花台・大矢船西町線
南花台・南ヶ丘線の末端部が異なる系統。
- 433系統：三日市町駅前 - 南花台四丁目 - 大矢船北町 - 大矢船西町
- 439系統：河内長野駅前 - 三日市町駅前 - 南花台四丁目 - 大矢船北町 - 大矢船西町
  - 2014年11月29日に新設[南海バス 15]。

### 加塩・大矢船西町線
2009年4月7日運行開始。加塩・南ヶ丘線の末端部が異なる系統。平日の運行はないため、前乗り先払い方式は行われない。
- 435系統：三日市町駅前 - 加塩 - 大矢船北町 - 大矢船西町

### 加塩・南花台循環
2011年4月1日改正で新設。加塩と南花台を循環する系統。437系統が右回りで、438系統が左回りにあたる。平日朝夕のみ運行で、朝は前乗り先払い方式を実施する。
- 437系統：三日市町駅前 → 加塩 → 大矢船北町 → 南花台4丁目 → 三日市町駅前
- 438系統：三日市町駅前 → 南花台4丁目 → 大矢船北町 → 加塩 → 三日市町駅前

### 美加の台団地線
美加の台住宅地を循環する系統。440系統が左回りで、441系統が右回りにあたる。平日朝は前乗り先払い方式を実施する（ただし当路線は全線均一運賃である）。
一時期三日市町駅東発着の系統があったほか、2012年10月29日から2020年3月31日まで深夜バス（美加の台駅前→左回り→美加の台西止）の設定もあった。
美加の台駅前では440系統が1番・441系統が2番のりばから発車。
- 440系統：美加の台駅前 → 美加の台口 → 延命寺口 → 第一公園前 → 美加の台西 → 美加の台駅前
- 441系統：美加の台駅前 → 美加の台西 → 第一公園前 → 延命寺口 → 美加の台口 → 美加の台駅前

### PL病院線
2017年6月1日にPL病院の送迎バスを路線化する形で新設された。金剛東団地・金剛駅を循環する系統で、日曜・祝日は運休。
金剛駅前では東口3番のりばから発車。
- 461系統：PL病院 → 藤沢台六丁目 → 金剛駅前 → 寺池台1丁目 → 中央センター前 → PL病院
  - 始発のみ金剛駅前→PL病院の区間便あり。
- 461C系統：PL病院 → 藤沢台六丁目 → 金剛駅前
- 462系統：PL病院 → 藤沢台六丁目 → 高辺台3丁目 → 金剛駅前 → 津々山台2丁目 → 小金台2丁目 → 小金台2丁目東 → PL病院

## スクールバス・送迎バス
イベントの送迎バスについては、他の営業所から応援車が来ることがある。

### 大阪千代田短期大学
- 451系統：千代田駅前 - 大阪千代田短期大学

大学のスケジュールに合わせAダイヤ、Bダイヤ、変則ダイヤ、運休日の4パターンが用意されている。朝に学校行きが2本運行され、夕方に駅行きがAダイヤで4本、Bダイヤで3本運行されている。かつては河内長野駅前系統も運行されていたが、自校での運行となった。

### 南海電車まつり
- 河内長野駅前 - 南海電鉄千代田工場

2020年度、2021年度は電車まつり自体が中止またはオンライン開催となったため運行されず、千代田工場での開催に戻った2022年度も運行されなかったが、2023年度は再び運行された。

### 河内長野市民まつり
- 河内長野駅前 - 赤峰 - 千代田駅前
- 三日市町駅東 - 赤峰

### 河内長野市商工祭
- 2015年度：河内長野駅前 - 河内長野市市役所 - 奥河内くろまろの郷
  - 大阪外環状線経由。
- 2016-2019年度：河内長野駅前 - 河内長野市市役所 - 千代田駅前
- 2022年度以降：河内長野駅前 - 寺ヶ池公園 - 千代田駅前